# Symfonie nr. 1 (Alfvén)
Hugo Alfvén voltooide zijn Symfonie nr. 1 in 1896.

## Geschiedenis
Alfvén was nog violist van het Kungliga Hovkapellet, toen hij aan zijn eerste symfonie begon te werken. Hij putte moed uit het feit dat hij met de diverse instrumentalisten kon praten over de diverse problemen van de diverse instrumenten. Hij was 24 jaar oud toen hij de symfonie voltooide. De jaren daarop volgend kon Alfvén afreizen naar Berlijn, Brussel en Parijs, de muzieksteden van destijds. Op 14 februari 1897 ging het werk in première door het orkest waarin Alfvén speelde onder leiding van Conrad Nordqvist.  Het werk viel in goede smaak bij recensenten en publiek, maar Alfvén was er niet geheel tevreden over. Gedurende de jaren 1903/1904 werkte de componist er dus verder aan en op 11 mei 1905 ging de versie 2 in première.  
De symfonie kreeg mede zulke goede kritieken omdat de Zweedse klassieke muziek in de 19e eeuw voornamelijk bestond uit liederen en kamermuziek. Men had nog geen traditie opgebouwd binnen het segment symfonie. Dat blijkt bijvoorbeeld, dat Zweden tot 1914 geen “fatsoenlijk” symfonieorkest had, het enige “grote” orkest van de Hovkapellet van het Koninklijk Opera/Theater. Alfvén zette de symfonie met deze eerste, maar ook met zijn Tweede definitief op de kaart en kreeg vervolgens een aantal volgers.   

## Muziek
De symfonie, met een traditionele vierdelige opbouw en in romantische stijl klinkt zeer optimistisch, maar ook een zekere Sturm und Drang is aanwezig.

### Delen
1. Grave
2. Andante
3. Allegro molto scherzando
4. Allegro, ma non troppo

### Orkestratie
- 3 dwarsfluiten (III ook piccolo), 2 hobo's (III ook althobo), 2 klarinetten, 2 fagotten
- 4 hoorns, 2 trompetten, 3 trombones, 1 tuba
- pauken,  1 man/vrouw percussie
- violen, altviolen, celli, contrabassen

## Discografie
- Uitgave Swedish Society: Stig Westerberg met het Symfonieorkest van de Zweedse Radio, opname 1972
- Uitgave BIS Records: Neeme Järvi met het Koninklijk Filharmonisch Orkest van Stockholm
- Uitgave Naxos: Niklas Willén met het Royal Scottish National Orchestra